# Ribeira da Comporta
Ribeira do distrito de Setúbal que nasce a norte da Serra de Grândola, e que desagua na margem esquerda do Rio Sado, na povoação da Comporta, concelho de Alcácer do Sal.
Até à cerca de 6000 anos a ribeira da Comporta desaguava diretamente no oceano Atlântico no enfiamento do canhão submarino do Sado. Com a formação da restinga que deu origem à atual península de Troia, o curso do troço terminal da ribeira infletiu para norte, passando a desaguar no estuário do Sado.